# Oospila rufiplaga
Oospila rufiplaga är en fjärilsart som beskrevs av W. Warren 1904. Oospila rufiplaga ingår i släktet Oospila och familjen mätare. Inga underarter finns listade i Catalogue of Life.